# Association Sportive New Soger
Actualités
L'Association Sportive New Soger est un club de football congolais basé dans la ville de Lubumbashi.
Le club participe à la Ligue 2 qui est la seconde division nationale.

## Histoire
Le club évolue à plusieurs reprises en première division congolaise, notamment en 2007, 2008, 2009, 2010, 2015-2016 et 2016-2017.

## Palmarès
- LIFKAT
  - Vainqueur : 2015

## Entraîneurs
- 2008 :  Djene Ntumba[3]
- 2010 :  Djene Ntumba[3]
- 2014-2015 :  Djene Ntumba[3]
- ?? :  Omer Mbayo
- 2022 :  Kasongo Ngandu[4]